# Hycleus pseudobrunnipes
Hycleus pseudobrunnipes is een keversoort uit de familie van oliekevers (Meloidae). De wetenschappelijke naam van de soort is voor het eerst geldig gepubliceerd in 1983 door Kaszab.